# اورینگی ایر سرویسز
اوریگنی ایر سرویسز (به انگلیسی: Aurigny Air Services) یک شرکت هواپیمایی با کد یاتا GR است که در ۱۹۶۸ میلادی تأسیس شده‌است. دفتر مرکزی اوریگنی ایر سرویسز در فرودگاه گوئرنزی واقع شده‌است و به ۱۱ مقصد، پرواز انجام می‌دهد.